# カブトムシ亜科
カブトムシ亜科（カブトムシあか、Dynastinae）は、昆虫綱コウチュウ目コガネムシ科に属する分類群。単に「カブトムシ」と呼ぶ場合、日本を含む東アジアに分布する標準和名がカブトムシの種 Trypoxylus dichotomus のことだけでなく、カブトムシ亜科およびそれに属する昆虫のことを指す場合もある。全世界に約8族、約1,500種が知られている。

## 分布・生息
1987年時点で、全世界で1,300種類程度が知られ、分類学上は8族170属に整理されている。しかしオスの成虫が大型で発達した角を持つ有名なカブトムシの大半はカブトムシ族（オオカブト族） Dynastini に分類され、カブトムシ族以外に属する種の大半はオスでも角がなかったり、突起程度の小さい角しか持たない種も少なくない。
幼虫が朽木や腐植土などを食べることから、森林に生息する種が多い。熱帯地域を中心として世界中に分布を広げているが、特に大型で知名度の高い種類のほとんどは中南米に分布しており、熱帯アメリカからは世界最長のカブトムシであるヘラクレスオオカブトを含むオオカブト属 Dynastes、ゾウカブト属 Megasoma 、タテヅノカブト属 Golofa などが知られている。アジアやアフリカではアメリカ大陸に比べて種類が少ないが、アジアではアトラスオオカブト属 Chalcosoma や、Allomyrina 、ゴホンヅノカブト属 Eupatorus 、ヒメカブト属 Xylotrupes などが知られている。一方、アフリカに分布しているカブトムシ族はケンタウルスオオカブト属 Augosoma 1属のみに限定されているが、それはアジアではクワガタムシが、アフリカではハナムグリがそれぞれ繁栄していることが要因と考えられている。海野和男はアフリカに大型カブトムシ類が少ない理由について、アフリカ大陸では体長100 mmを超す巨大種であるゴライアスオオツノハナムグリを始めとした巨大ハナムグリ類が繁栄しており、彼らがニッチを優占しているため、カブトムシ類が繁栄できなかったという可能性や、大型カブトムシ類は起源が新しいグループであり、その発祥はアフリカではあるが、比較的近年になってアジアやアメリカで熱帯雨林が繁茂するに伴って進化していったグループであるという可能性を指摘している。いずれの地域でも熱帯から亜熱帯の降雨林に多くの種類が生息しており、またほとんどの種類が夜行性であるため、野生下での習性・生態・生活史などは不明な点が多く、ココナツ・ヤシ・サトウキビの害虫（農業害虫）となっている種に関してある程度調べられている程度である。
日本にはカブトムシ族に分類されるカブトムシ T. dichotomus のほか、マルカブトムシ族 Pentodontini に分類されるクロマルカブト Alissonotum pauper およびホリシャクロマルカブト A. impressicolle 、サイカブトムシ族 Oryctini に分類されるサイカブト Oryctes rhinoceros およびヒサマツサイカブト O. hisamatsui 、コカブトムシ族 Phileurini に分類されるコカブト Eophileurus chinensis の4族6種が分布している。

## 特徴
本亜科の持つ第一の特徴として挙げられるのは、オスの角であるが、これは全てのカブトムシにあるわけではない。メスには角はないが、突起のようなものを見ることができるものがあり、これは産卵時に土壌や腐植質を掘り進むのに都合がよいと考えられている。オスには種類によっては頭部だけでなく前胸部にも角がある。角は餌場やメスの奪い合いの際の喧嘩に使われるが、必ずしも全ての種が角を活用しているわけではない。例えばゴホンツノカブトは5本の角を持ついかにも厳めしい姿をしたカブトムシだが、性格は温和で、角を使って争う姿は滅多に見られない。またタテヅノカブト類は細い竹の環境に適応して脚が長く発達した影響からか、喧嘩の際には角を使うよりも前脚で相手をなぎ払おうとする傾向が強い。その一方で角を武器として有効に使う種もあり、ヘラクレスオオカブトは頭角と胸角で相手を挟んで放り投げることができるし、コーカサスオオカブトは3本の角で相手を封じ込める。
成虫の体長は様々で、20 mmほどのものから、150 mmを超える大型種まである。2023年時点ではヘラクレスオオカブトの原名亜種 D. h. helcules で最大体長182.8 mmの個体が確認されており、次いで同属のネプチューンオオカブト D. neptunes が体長150 mm超に達する。アジア産のカブトムシ類で体長が最も大きくなるのは、アトラスオオカブト属 Chalcosoma のコーカサスオオカブト C. chiron である。最重はゾウカブト類の大型種であり、これらはゴライアスハナムグリに次ぐ重量級の甲虫である。
本亜科を含む甲虫類は独特の翅の構造を持つが、本亜科に属する種はその大きな体のため、飛翔は至極不器用である。ゾウカブト程の大型種ともなると羽音はすさまじい。足場を決めると、上翅を広げ、その下に畳まれていた下翅を伸ばして離陸する。幹にぶつかるように着地するが、脚を広げて飛ぶため、着地の際には木の葉や枝に引っかかってぶら下がる格好となることも珍しくない。尚、ヘクソドン類は上翅が融合し、飛翔能力がない。

## 飼育
日本で外国産のカブトムシが飼育され始めるようになったのは、1999年の初解禁時である。オオクワガタを初めとするクワガタムシが、体長1 mmをも争うコアなマニアのものというイメージが強いのに対し、カブトムシはどちらかというと単純に成虫の観賞飼育を楽しみたいと思う人によく飼育されている（ただし、前述のようなマニアも少なからず存在し、単純な体長よりも角の太さや形を追求するなど、クワガタムシと同等かそれ以上にマニアックな飼育者も多い）。クワガタムシは平べったい体で木の裏に隠れてばかりであるが、カブトムシは全長・体高共に大きいため飼育ケース内で目立つ上、日中でも餌を食べていることが多く、観賞に適していると言える。ただし、クワガタムシに比べると寿命が短い種が多く、長期の飼育には適さない。
詳しい飼育方法についてはクワガタムシ#飼育を参照。基本的には幼虫が腐葉土を餌とする種類のクワガタムシの飼育方法と同様と考えればよい。カブトムシは成虫・幼虫共に概して食欲旺盛である。

## 下位分類
以下8族に分類される。ここでは主な属と種類を挙げる。

### スジコガネモドキ族 Cyclocephalini
スジコガネモドキ族 Cyclocephalini はクロマルコガネ族に次いで大きい族で、コガネカブト族とも呼ばれる。同族の種はオスでも角がほとんど発達せず、コガネムシのように見える種がほとんどである。一方、黄色や黒の斑紋を持つ種などもいる。全世界に15属59種が記録されているが、2属23種を除いた13属495種は南北アメリカに分布する。多くは体長10 - 20 mmの小型種で、成虫は花などにも来る。

### ヒナカブト族 Agaocephalini
ヒナカブト族 Agaocephalini はスジコガネモドキ族に近縁だが、ツヤケカブトムシ属 Spodistes などのようにオスが立派な角を持つ種も多い。中央アメリカから南アメリカ北部・南東部にかけて13属47種が生息する。
- カラカネヒナカブト属 Agaocephala[5]
- エボシヒナカブト族 Lycomedes - 体と脚が灰黄色の被覆物で覆われ、ビロード状になっている[24]。
- ビロードヒナカブト属 Spodistes[5] - 同上[24]。

### パプアカブト族 Oryctoderini
Oryctoderini 族はミナミカブト族、パプアカブト族と呼称される。ニューギニアを中心に、その周辺島嶼に10属23種（1999年時点）が分布する族である。体長30 mm程度の小型種が多く、オスでも目立った角を持たない。頭部背面に密かな隆起を有する種は少なくないが、長い角状突起を有する種はブーゲンビル島に生息する種 Chalcasthenes divinus Endrödi のみである。

### クロマルコガネ族 Pentodontini
Pentodontini 族はクロマルコガネ族、マルカブトムシ族、クロマルカブト族と呼称される。同族はカブトムシ亜科では最大の族で、体長10 - 20 mm程度の小型種が多く、角を持つ種はごく少数である。頭部や前胸背板には溝や小突起がある場合もあるが、通常はそれらを欠いている。後脛節の先端は切断状で、発達した歯や棘はない。
寒冷な地域を除く全世界に分布するが、特にアフリカやオーストラリアに分布する種が多い。約100属、500種以上が知られるが、ほとんどが小型種で、種ごとの特徴が少ないため、分類は難しい。
- クロマルコガネ属 Alissonotum - クロマルコガネ A. pauper (Burmeister, 1847) 、ホリシャクロマルカブト A. impressicolle Arrow, 1908 [27]
  - マルカブトムシ属[20]、クロマルカブトムシ属[26]、クロマルカブト属とも呼ばれる。インドから東アジアに広く分布する属で、アフリカからも記録されている[27]。体は小型で厚みがあり、頭部や前胸背板には発達した陥没部や角はないが、弱い凸凹がある[27]。頭楯前縁に歯状突起があり、前脚の爪は単純である[27]。日本ではクロマルコガネ（クロマルカブト）とホリシャクロマルカブト（1979年にトカラ列島・中之島で記録）の2種類が記録されている[27]。
- ムナクボマルカブト属 Phyllognathus - ムナクボマルカブト
- ゴカクサイカブト属 Dipelicus - カンターゴカクサイカブト
- パプアマルカブト属 Papuana
- クリイロミツノマルカブト属 Cryptoryctes
- ハビロマルカブト属 Bothynus
- アブデルスマルカブト属 Diloboderus - 1属1種。

### サイカブト族 Oryctini

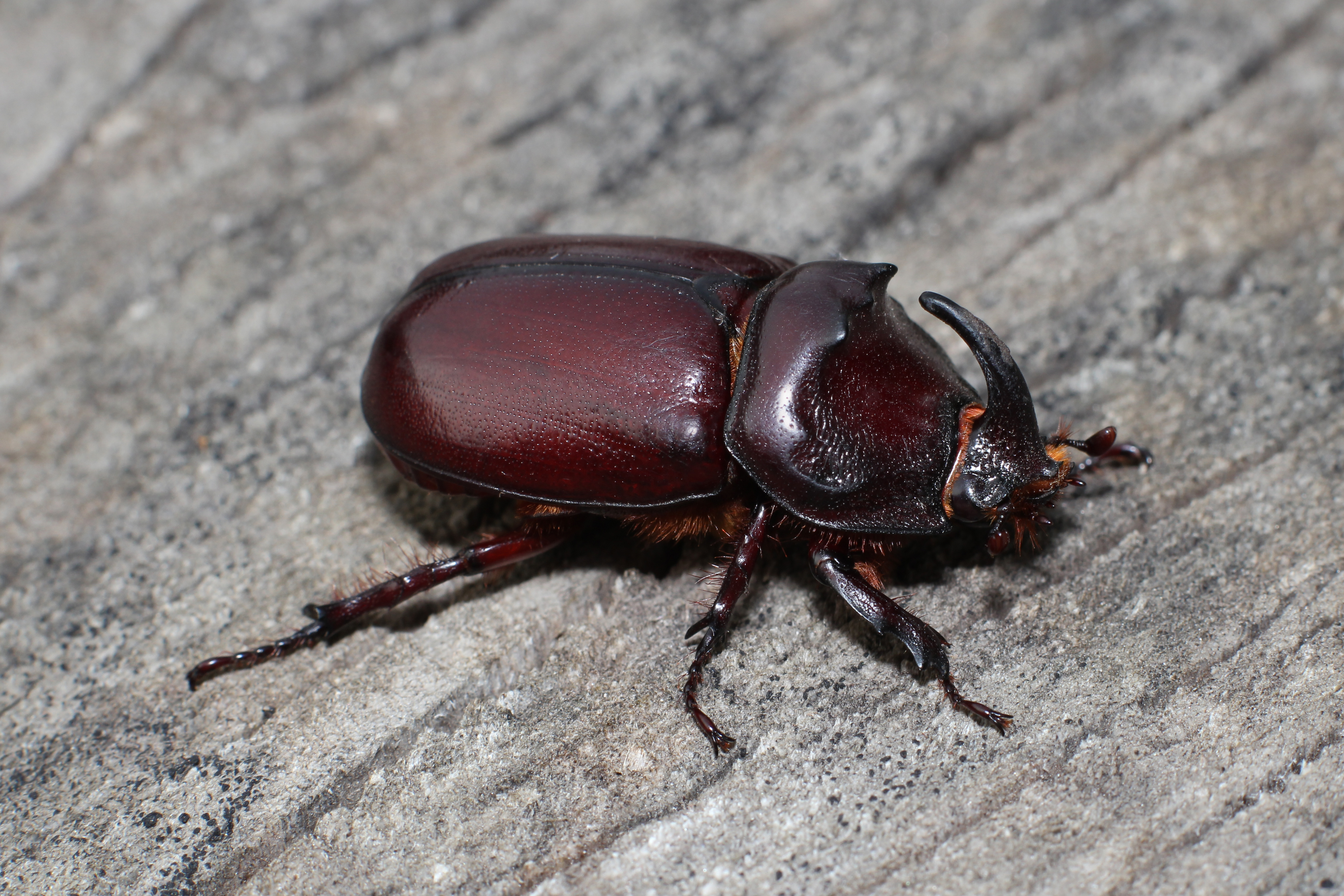
ヨーロッパサイカブト Oryctes nasicornis

Oryctini 族はサイカブトムシ族、サイカブト族と呼称される。この族はクロマルコガネ族、スジコガネモドキ族に注いで3番目に大きな族で、全世界に26属242種67亜種が知られる。世界中の温暖な地域に分布する族で、熱帯・亜熱帯を中心に広く分布する。うち南北アメリカには14属163種18亜種が分布している。オスの短躯で、頭角と胸角が発達した形態は動物のサイを思わせる姿である。熱帯アメリカに生息するパンカブトムシ属 Enama やフタツノヒサシカブトムシ属 Megaceras、熱帯アジアに生息するメンガタカブトムシ属 Trichogomphus など、オスが立派な角を持つ大型種もいる。
- サイカブト属 Oryctes - サイカブト・ヒサマツサイカブト・ギガスサイカブト・ヨーロッパサイカブト
  - サイカブトムシ属とも呼称される[28]。約40種が知られる属で、アフリカに最も多く、次いでアジアに多いが、ヨーロッパに分布する種もある[29]。いくつかの亜属に分類され、日本からも記録されているサイカブト O. rhinoceros （タイワンカブト）は Rykanes 亜属に分類されている[29]。雌雄ともに短い頭角を有するが、通常はオスの方がメスより長い[29]。体はやや細長く、厚みのある筒状で、脚は短い[29]。
- パンカブト属 Enema - パンカブト・エンディミオンヒラタサイカブト
- ミツノサイカブト属 Strategus - 胸部に角が3本ある。アロエウスミツノサイカブト・マンディブラリスミツノサイカブト
- クリイロサイカブト属 Coelosis - ビロバクリイロカブト
- トゲアシナガサイカブト属 Podischnus - ケヅノトゲアシナガカブト
- ツヤヒサシサイカブト属 Megaceras - オオツヤヒサシサイカブト
- アメリカヒサシオオカブト属 Heterogomphus - ヒルトゥスヘラヅノカブト
- サスマタサイカブト属 Cyphonistes - サスマタカブト
- ツツサイカブト属 Clyster - ムツノツツサイカブト
- ヒラズツツサイカブト属 Ceratoryctoderus - ヒラズツツサイカブト
- ムネツノサイカブト属 Dichodontus - ヘラムネツノカブト
- コブサイカブト属（メンガタカブト属） Trichogomphus
- パプアミツノカブト属 Scapanes - パプアミツノカブト

### カブトムシ族 Dynastini
Dynastini MacLeay, 1819 はカブトムシ族、オオカブト族、オオカブトムシ族と呼称される。また同族の昆虫に対しオオカブトムシという総称が用いられる場合もある。同族は世界最長の種であるヘラクレスオオカブトや、世界最重量の超大型種を含む族である。カブトムシ亜科の中では最も強く性的二形を示し、全種類のオスに立派な角がある一方、メスには角がない。主な大型のカブトムシ、および大型で角の発達したカブトムシはほとんど同族に分類される。同族を真正カブトムシ族、同族に属するカブトムシを真正カブトムシと呼称する場合もある。
世界の熱帯・亜熱帯を中心に広く分布し、2015年時点で13属100種70亜種が知られているが、南北アメリカ地域に3属54種20亜種が生息する。
- オオカブト属 Dynastes Kirby, 1825 [8] - オオカブトムシ属[15][36]、オオカブト属[37]、オオツノカブト属[8][38]、ディナステス属[39]とも呼ばれる。アメリカ合衆国東部からブラジル南部にかけ[8]、8種14亜種が分布する[38]。一部の種はカリブ海諸国にも分布する[8]。
  - ティティウスシロカブト D. tityus (Linnaeus, 1767) [8]
  - グラントシロカブト D. grantii Horn ,1870 [8]
  - ミヤシタシロカブト D. miyasitai Yamaya, 2004 [8]
  - ヒルスシロカブト D. hyllus Chevrolat, 1843 [40]
  - マヤシロカブト D. maya Hardy, 2003[40]
  - ヘラクレスオオカブト D. helcules (linnaeus, 1758) [40] - 原名亜種 D. h. helcules をはじめ、最も広域に生息する亜種エクアトリアヌス D. h. ecuatorianus Ohaus, 1913 、それに次いで広域に分布する亜種リッキー D. h. lichyi Lachaum, 1985 など13亜種に区分される [41]。世界最大のカブトムシとして著名で[40]、2023年時点で原名亜種は最長182.8 mm[21][42]、亜種リッキーは最長180.7 mmの個体がそれぞれ記録されている[21][43]。
  - ネプチューンオオカブト D. neptunus (Quensel, 1806) [44]
  - サタンオオカブト D. satanas Moser, 1909 [44]
- ゾウカブト属 Megasoma Kirby, 1825 - アメリカ合衆国西部からアルゼンチン南部にかけて17種が分布する[44]。オオツノカブト属と並び、南北アメリカを代表する巨大カブトムシで、世界最重量のカブトムシを含む[44]。胸角はあまり長く伸びないが、幅広く厚みのある体格と、長く前方に伸びて先端が二叉に分かれる頭角がゾウの姿を思わせる[44]。
  - アクタエオンゾウカブト M. acutaeon (Linnaeus, 1758) [44]
  - ヤヌスゾウカブト M. janus Felsche, 1906 [45]
  - マルスゾウカブト M. mars (Reiche, 1852) [45]
  - ギアスゾウカブト M. gyas (Jablonsky, 1785) [45]
  - エレファスゾウカブト M. elephas (Fabricius, 1775) [46]
  - ノゲイラゾウカブト M. nogueirai Moron, 2005 [47]
  - オキシデンタレゾウカブト M. occidentale Bolívar y Pieltain, Jiménez-Asúa & Martínez, 1963 [47]
  - アヌビスゾウカブト M. anubis (Chevrolat, 1836) [47]
  - パチェコゾウカブト M. pachecoi Cartwright, 1963 [47]
  - レコンテゾウカブト M. lecontei Hardy, 1972 [48]
  - プンクトゥラトゥムゾウカブト M. puncutulatum Cartwright, 1952 [48]
  - スリーパーゾウカブト M. sleeperi Hardy, 1972 [48]
  - テルシテスゾウカブト M. thersites Le Conte, 1861 [48]
  - ヨルゲンセンゾウカブト M. joergenseni (Buch, 1910) [48]
  - ボグトゾウカブト M. vogti Cartwright, 1952 [48]
  - セドロスゾウカブト M. cedrosum Hardy, 1972 [48]
  - M. svobodaorum Krajčik, 2009 [44]
- タテヅノカブト属 Golofa[49] - ノコギリタテヅノカブト・ピサロタテヅノカブト・ヒシガタタテヅノカブト
- アトラスオオカブト属 Chalcosoma Hope, 1837 - インドシナ半島から東南アジアにかけて分布し、4種が知られている[50]。基準種はアトラスオオカブト、最大種はコーカサスオオカブトである[50]。
  - アトラスオオカブト C. atlas (linnaeus, 1758) - 7亜種に分類される[51]。
  - エンガノオオカブト C. engganensis Nagai, 2004 [52]
  - コーカサスオオカブト C. Chiron (Olivier, 1789) - 4亜種に分類される[53]。
  - モーレンカンプオオカブト C. moellenkampi Kolbe, 1900 [54]
- ケンタウルスオオカブト属 Augosoma - ケンタウルスオオカブト・ガボンオオカブト。
- ゴホンツノカブト属 Eupatorus - ゴホンヅノカブト・タイゴホンヅノカブト・ヒマラヤゴホンヅノカブト
- サンボンヅノカブト属 Beckius - サンボンヅノカブト・クロサンボンヅノカブト
- ユミツノカブト属 Pachyoryctes - ユミツノカブト・ホソユミツノカブト
- ヒメカブト属 Xylotrupes - ヒメカブト・ケブカヒメカブト
- カブトムシ属 Trypoxylus - カブトムシ T. dichotomus
- サビカブト属 Allomyrina - サビカブト
- シナカブト属 Xyloscaptes - カブトムシにとても近い。ダビディスカブト
- ゴウシュウカブト属 Haploscapanes - 「ゴウシュウ」とは「豪州」のことで、オーストラリアに生息する。角は突起のようなものがあるだけで、胸には数箇所わずかな出っ張りがある。同属に分類されるゴウシュウカブトムシ（ゴウシュウマルムネカブト） Haploscapanes barbarossa はオーストラリアのクイーンズランド州に分布し、ユーカリ林に生息すると言われている[55]。体長はオスが40.0 - 50.0 mm、メスは30.0 - 40.0 mmで、オスの頭角は発達せず、ヨロイモグラゴキブリと共生関係にある[55]。

南アメリカ大陸に生息するオオカブト属、ゾウカブト属、タテヅノカブト属、東アジア～東南アジア（一部オセアニア）に生息するアトラスオオカブト属、ゴホンツノカブト属、ゴウシュウカブト属、ユミツノカブト属、サンボンヅノカブト属、カブトムシ属、サビカブト属、シナカブト属、アフリカ大陸に生息するケンタウルスオオカブト属がそれぞれ単系統群を形成することが分子系統学的解析から明らかになっており, 大陸移動と系統の分化との関係が示唆されてきたが、パンゲア大陸の分裂時期(白亜紀前期)とカブトムシ亜科の化石記録(後期始新世)が一致しなかった。しかしながら、その後の分子系統学に基づく分岐年代推定によりカブトムシ亜科の分岐はパンゲア大陸分裂の直後であったことが示唆された。

### ヘクソドン族 Hexodontini
ヘクソドン族 Hexodontini はマダガスカル島にのみ分布する族で、約12種が知られている。雌雄同型で、腐った動植物質を食べると言われている。

### コカブト族 Phileurini
Phileurini 族はコカブトムシ族、コカブト族と呼称される。全世界に35属257種19亜種が知られるが、うち中南米に22属160種6亜種が分布している。コカブトムシ族とも呼ばれる。オスにも角がなく小型のものが多いが、がっしりした体格が特徴である。体はやや平たく、頭部には小突起があるが、ない場合もある。前胸背板の中央には縦溝や凸凹、種によっては特記があることもある。下唇基節は大きく発達し、下唇ひげの基部を覆う。
東南アジアに生息するコカブト類はオスの前脚跗節の末端が球状に肥大するが、中南米産のコカブト類はその特徴がないため、外見では雌雄を区別できないことが多い。肉食の種もある。
- コカブト属 Eophileurus - コカブト
  - コカブトムシ属[20][59]とも呼称される。約30種が知られ、主にインドからアジアにかけて分布する属だが、オーストラリア北部からも得られている[27]。複数亜属に分類されるが、日本を含む東アジアから得られているコカブト E. chinensis は名義タイプ亜属 Eophileurus に分類される[27]。頭角は単純で短く、通常は上翅の点刻列が強い[27]。前胸背央には陥没部や縦溝がある場合が多いが、それらを欠く場合もある[27]。
- アリスコカブト属 Cryptodus
- Phileurus - バルグスコカブト・オウサマコカブト
- マメコカブト属 Ambrioproctus
- ミゾコカブト属 Archophileurus
- イツカドコカブト属 Homophileurus - イツカドコカブト
- ミツバコカブト属 Actinobolus
- アナバネコカブト属 Pseudosyrichthus
- リベリアコカブト属 Prosphilerus - 1属1種。
- ナガコカブト属 Rhizoplatys
- オニコカブト属 Archophanes - 2本の胸角が鬼のように張り出す。オニコカブト
- フチケコカブト属 Syrictes
- ナガコカブト属 Rhizoplatys
- ミゾコカブト属 Archophilerus
- アバタコカブト属 Hemiphileurus - 体表に痘痕がびっしりと並んでいる。イラトゥスコカブト
- サスマタコカブト属 Trioplus - 2本の先の丸まった角が刺股のように突き出す。サスマタコカブト
- ミツバコカブト属 Actinobolus